# Copelatus togoensis
Copelatus togoensis är en skalbaggsart som beskrevs av Régimbart 1895. Copelatus togoensis ingår i släktet Copelatus och familjen dykare. Inga underarter finns listade i Catalogue of Life.